# 憍梵波提
憍梵波提（きょうぼんはだい、Skt：Gavampati、他の音写：伽梵鉢提、迦為抜抵など、訳：牛王、牛跡、牛相など）は、釈迦仏の弟子の1人。釈迦弟子中で解律第一といわれ、戒律を理解することに秀でたという。
ベナレスの出身でヴァイシャリー（商人などの平民）階級だったという。耶舎の4人の親友の1人であるが、耶舎の出家を聞き他の3人と共に出家した。有部破僧事6では、波羅痆斯城の長者の子として、共に出家した友人の名前に富蘭那迦、無垢、妙肩を挙げる。
のちにサーケターのアンジャナ林に住んだ。ある時、釈迦仏が比丘衆を引き連れてこの林に入った。弟子はサラブフー河の岸に眠るが、中夜に洪水が起こり岸にいた人々が流されかけた。憍梵波提は仏の命を受けて、神通を以ってその水の勢いを阻止して弟子衆を救った。テーラガータ38の偈には、仏がその功績をたたえた詩がある。
雑寶蔵経4弗那施佛鉢食獲現報縁には、彼には耶奢、無垢の2人の兄と、蘇駄夷、弗那の2人の弟がいたとして、弗那が仏陀に一鉢の飯を供養して金禾の報いを得た。他の4人は山に入って五神通を得たが、これを見聞して仏を訪れると、仏は各4人に諸行無常、是生滅法、生滅滅已、寂滅為楽の偈を一偈ずつ与え給うた。4人は相互いにこれを談じてみな出家して阿羅漢果を得たとある。
過去世に罪があり、牛として生れた事があったといい、食事の際も、反芻（食べたあとも再び食物を口中に出し噛んでいた）していたといわれ、また足の爪が牛のようだったという。その習慣が残っていたので牛相比丘といわれた。そのため他人の毀誉褒貶を避けて天上界に住んでいたために、仏の入滅を知らなかったといい、彼はそれを聞いて知ると自身の身体を焼いて入寂したという。
阿育王傳によると、第一結集の際に尸利山 Sirisa にいたが、大迦葉が来たって結集に加わるべきを命じたが、肯わずして入涅槃したという。
大智度論2の伝説には、第一結集の時に大迦葉の命で下座の比丘が、天上の尼利沙（にりしゃ）樹園に彼を訪ねた。彼は「我を召すのは仏が滅度するからか？」、「実にその通り、大師よ、仏は既に滅度せり」、「仏の滅度は大いに疾（はや）い、世間の眼滅す。よく仏を逐うて法輪を転ぜんとならば、我の師匠である舎利弗を将いよ。今どこにいるのか？」、「先に涅槃しました」、「大師法将各自別離せり、当にどうすべきか。目連はどうした？」、「これまた滅度せり」、「仏法散ぜんと欲し、大人過ぎる、衆生憐れむべし。乃至我れ離欲の大師を失う。是の尸利樹園の中に於いて住するもまた何の為ぞ。我が和上大師みな已（すで）に滅度せり、我れ今また閻浮提に下ること能わず。ここに住して入涅槃せん」との言を説き已（おわ）って禅定の中に入り、踊って虚空に在り、身より光明を放ち、また水火を出し、手を以って日月を摩し、種々の神変を現じ、自身より火を出して身を焼き、身中より水を出して四道に流下せしめ、大迦葉のもとに至る。水中に声あり、この偈を説いて曰く「憍梵波提稽首禮。妙楽衆第一大徳僧。聞佛滅度我随去。如大象去象子去」と。この偈を「水説偈」と名付くという。
生経2によると、前世に牛飼いなりしが、迦葉仏の1人の比丘が日中托鉢するのを見て、炎熱を思い、アカシアの樹枝にて阿屋を造り供養して、その功徳により四天王の Serisaka 宮殿に生れた。今生は耶舎の4人の友の1人として生まれ、帰仏得道し、前世を憶念し、日住に Serisaka 宮殿に至ったとある。
また伝説の1つには、過去世に彼が雁だった時に、雁の王を供養した功徳によって、今生に阿羅漢となった後、常に天上にいるという。